# Marcos Rojo
Faustino Marcos Alberto Rojo (La Plata, 20 de março de 1990) é um futebolista argentino que atua como zagueiro ou lateral esquerdo. Defende atualmente o Racing.

## Clubes
Rojo começou a sua carreira no Estudiantes. Marcou o seu primeiro golo pelo Estudiantes na derrota por 1–2 frente ao LDU Quito a contar para a Recopa Sul-Americana de 2010.
Pelo Spartak Moscou a primeira vez que fez o "gosto ao pé" foi contra FK Krasnodar num jogo da Taça da Rússia no dia 20 de abril de 2011, jogo esse, que terminou com a com a vitória de 2-1 para a equipa moscovita.
Foi contratado pelo Sporting em 18 de julho de 2012 por quatro temporadas, sendo bastante importante para a equipa principalmente na época 2013/2014.
Ainda sim, em 20 de agosto de 2014, foi contratado pelo Manchester United por cinco temporadas, a um custo de vinte milhões de euros. Em sua apresentação, ganhou a camisa 5, utilizada por Rio Ferdinand durante o período 12 anos em que jogou no clube, entre 2002 e 2014.
A 30 de janeiro de 2020, foi emprestado ao Estudiantes por um ano.
A 2 de fevereiro de 2021, foi transferido para o Boca Juniors.

## Seleção Argentina
Estreou pela Seleção Argentina principal em 9 de fevereiro de 2011 ante ao Portugal. Disputou as Copas do Mundo de 2014 na qual alcançou o vice-campeonato, e 2018.

## Títulos
Estudiantes de La Plata
- Copa Libertadores da América: 2009
- Campeonato Argentino: Apertura 2010

Manchester United
- Copa da Inglaterra: 2015–16[7]
- Supercopa da Inglaterra: 2016
- Copa da Liga Inglesa: 2016–17
- Liga Europa da UEFA: 2016–17

Boca Juniors
- Primeira División: 2022
- Copa Argentina: 2019–20
- Copa da Liga Profissional de Futebol: 2022
- Supercopa Argentina: 2022

### Prêmios individuais
- All Star Team da Copa do Mundo FIFA: 2014